# St. Markus (Sießen)

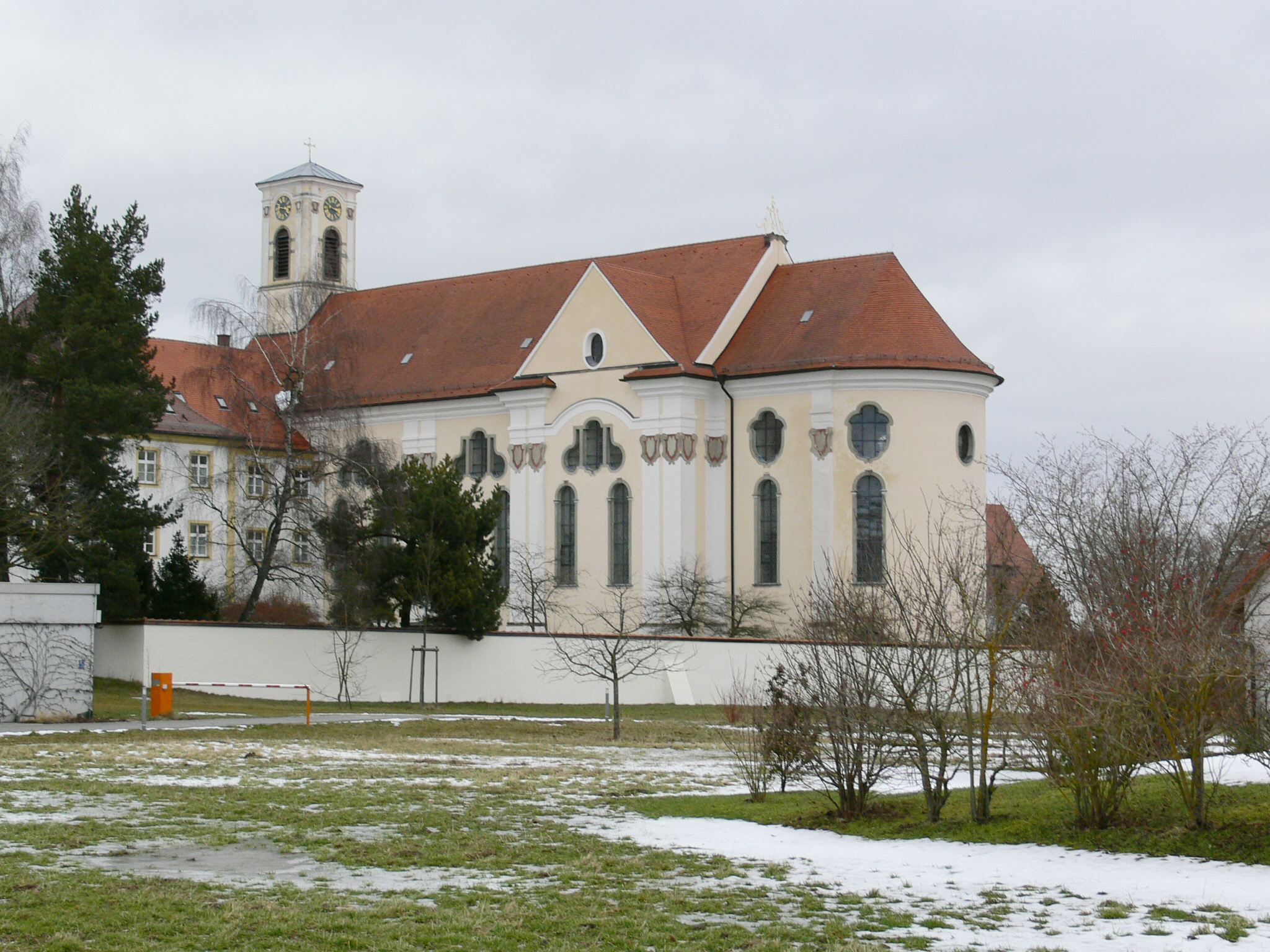
Pfarrkirche St. Markus

Die katholische Kloster- und Pfarrkirche St. Markus ist ein zum Kloster Sießen zugehöriges Kirchengebäude in Bad Saulgau im Landkreis Sigmaringen (Baden-Württemberg). Die Gemeinde gehört zum Dekanat Saulgau im Bistum Rottenburg-Stuttgart.

## Geschichte und Architektur

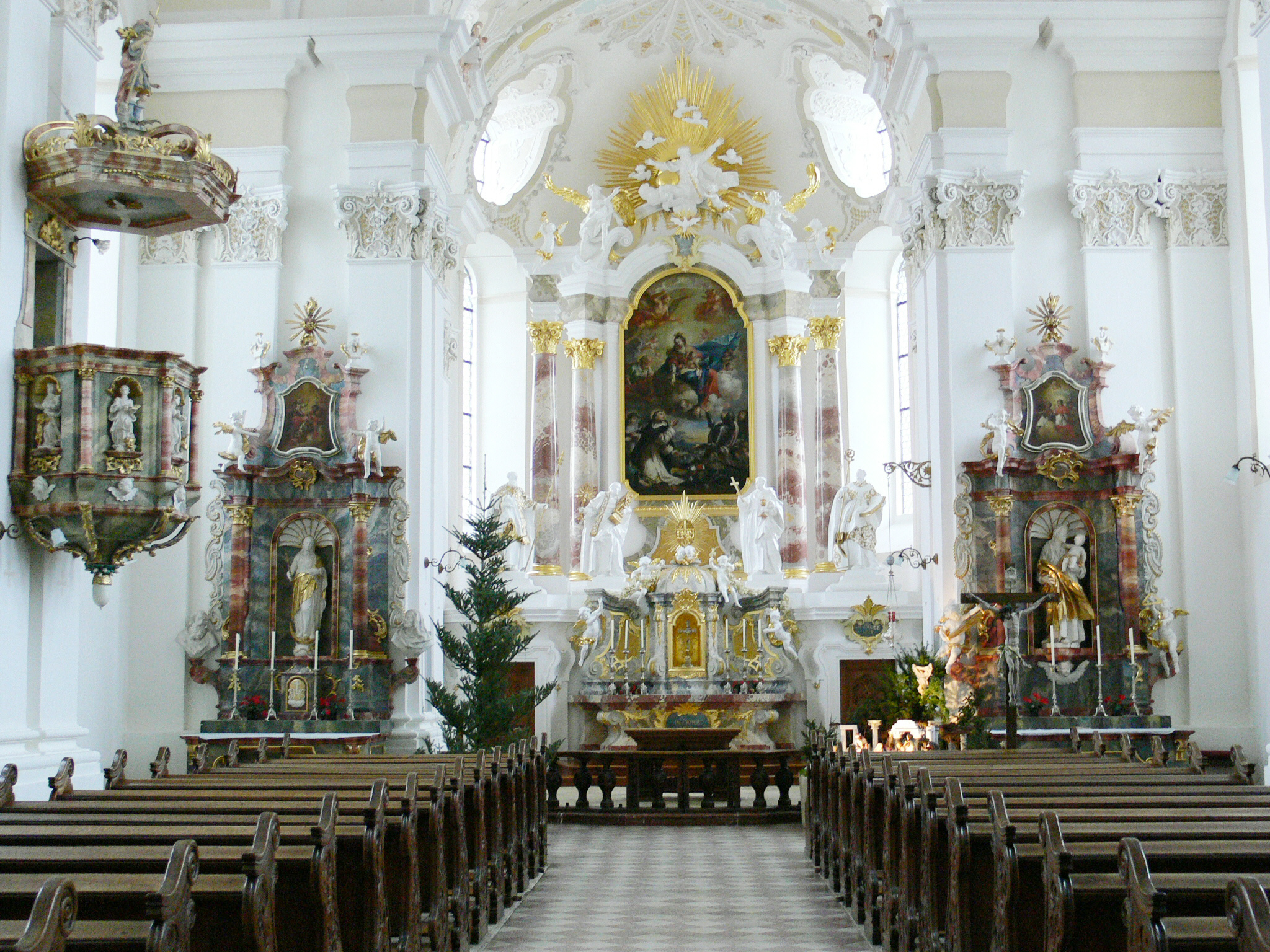
Blick auf den Chorraum und die Seitenaltäre

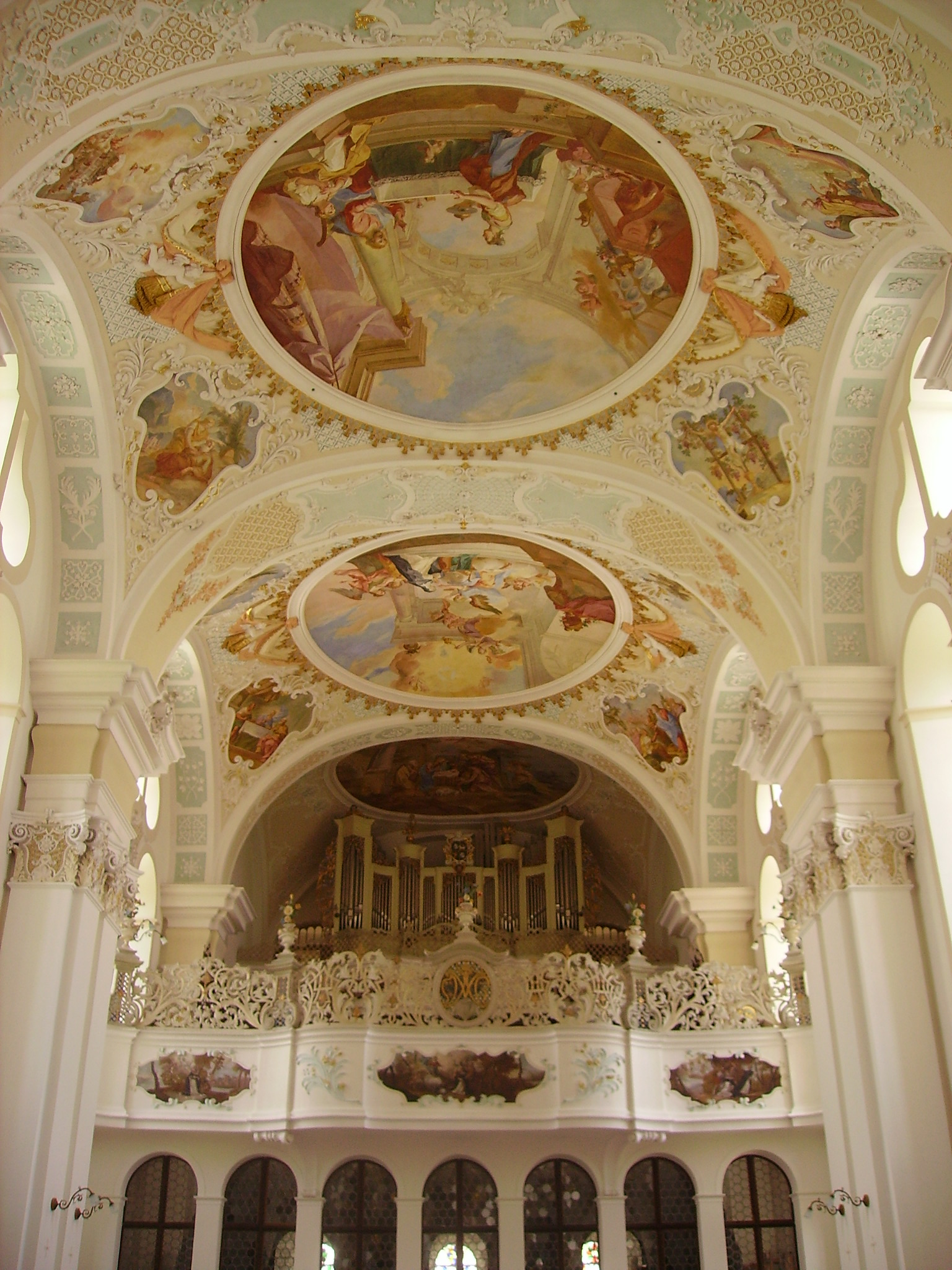
Die Emporen und die Orgel

Die Vorgängerkirche gehörte zu dem Anwesen des Ritters Steinmar von Strahlegg, das die Saulgauer Dominikanerinnen 1260 bezogen. Die Kirche unterstand dem Patrozinium des St. Marxen (hl. Markus). Das Kloster inkorporierte die Kirche 1348. Der Bau wurde von 1683 bis 1685 barockisiert und erhielt neue Altäre. In der ehemaligen Klosterkirche befindet sich heute ein Gästehaus.
Die Priorin Maria Josepha Baizin aus Riedlingen entschloss sich, ein neues Kloster nebst Kirche bauen zu lassen. Die Bewilligung erteilten die Provinzialen P. Balthasar Mayer und P. Andreas Roth. Franz Beer von Au wurde 1716 mit dem Neubau des Klosters, der Kirche und der Stallungen beauftragt. Für die Zimmerarbeiten zeichnete Zacharias Nußbaumer aus Ragenreute verantwortlich. Die Grundsteinlegung für die Klosteranlage erfolgte am 4. April 1716. Ein Aufenthalt des Dominikus Zimmermann ist für die Zeit von 1719 bis 1722 belegt. Vermutlich arbeitete er zuerst als Stuckateur im Sommerrefektorium und war dann nach dem Tode Franz Beers im Jahr 1722 mit dem Bau der Kirche beauftragt. Ob Beer schon Pläne für den Kirchbau angefertigt hatte, ist nicht bekannt. Das Kloster schloss 1725 mit Zimmermann einen Hauptverding für Steinhauer- Maurer- und Stukkateurarbeit und ist Ihme H. Dominco die Kost wie wir Geistliche geniessen ahn unserem Tisch gegeben worden, seinem Ballier auch die Kost, und entlich für das Pferd des H. Dominici das Fuetter. Sein Bruder Johann bekam für die für seine Arbeit 500 fl. Das Gebäude wurde von 1726 bis 1729 nach Plänen des Dominikus Zimmermann errichtet; es gilt als wichtiges Zeugnis barocker Baukunst bzw. der Rokoko-Architektur. Zimmermann wurde 1728 komplett ausgezahlt und verließ den Ort, um die neue Kirche in Steinhausen zu bauen. 
Die Gewölbe aus Ziegelmauerwerk in den vier Jochen und im Chor sind 14 cm stark und überspannen eine Grundfläche von 7 × 10 Metern. Die Chöre der Dominikanerinnen sind übereinander gebaut, unten der verglaste Winterchor und darüber emporenartig der Sommerchor. Im Hintergrund steht die Orgel. Die Altäre aus der Vorgängerkirche kamen in die neue Kirche. Der Weihbischof Franz Johann Anton von Sirgenstein aus Konstanz konsekrierte die Kirche am 16. Mai 1733, die neuen Altäre waren dabei noch nicht vorhanden.
Dem Zeitgeschmack entsprechend wurde im 19. Jahrhundert der Stuck im Chorbogen abgeschlagen. Die Gliederung durch Lisenen an der Fassade wurde beseitigt, der gestufte Turmhelm durch ein Zeltdach ersetzt. Nach dem Zweiten Weltkrieg ging man daran die Schäden der Zeit zu beseitigen, sämtliche Stilwidrigkeiten des geschmacklosen 19. Jahrhunderts zu entfernen und den ursprünglichen Zustand getreu herzustellen. Die alten Schichten der Farbfassungen der Wände wurden entfernt und in ursprünglicher Farbigkeit erneuert. Die Kanzel und die Altäre im Stil der Neorenaissance wurden abgebrochen. Als Ersatz dafür kaufte man aus Altsteußlingen zwei barocke Seitenaltäre und dazu passend eine Kanzel. Die Figuren der alten Altäre von 1763 fanden Verwendung. Ein passender neuer Hochaltar wurde nicht gefunden. So blieb der vorhandene als Provisorium in Gebrauch. Auf dem einfachen Altartisch stand das barocke Blatt des Hochaltares von Zehender und die Figuren von 1762.

## Fresken

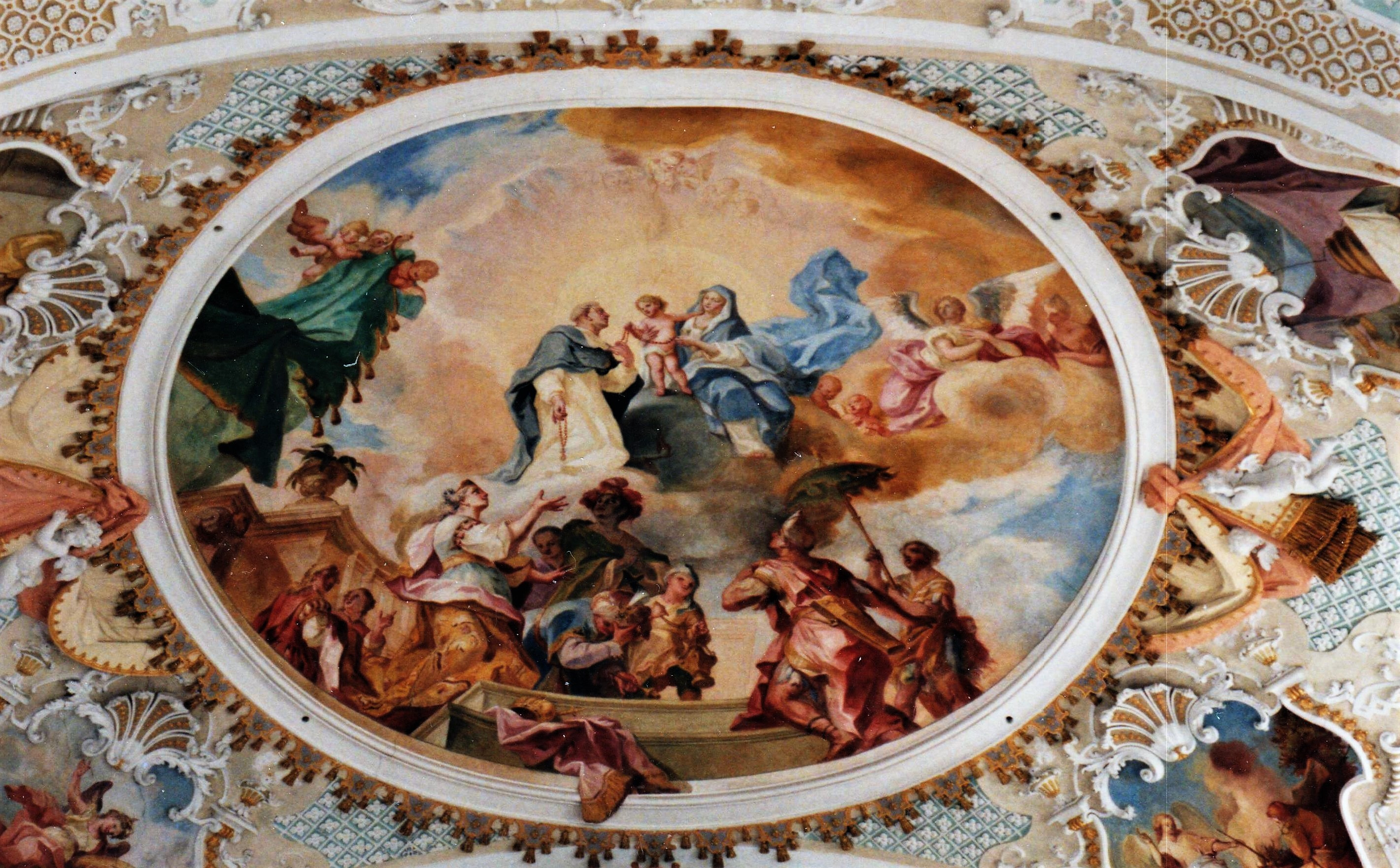
Fresko mit der Rosenkranzübergabe an den heiligen Dominikus

Die Fresken wurden vermutlich im Sommer 1729 gemalt; das Fresko über dem Sommerchor ist mit Joh. Zimmermann pinxit ano 1729 bezeichnet.
Die vier großen und die anderen kleinen Fresken malte Johann Baptist Zimmermann, ein Bruder des Baumeisters. Sie haben das Thema Eucharistie zum Thema und verdeutlichen dies durch Darstellungen aus dem Alten und Neuen Testament.
Das Fresko in der Vierung zeigt den hl. Dominikus in einer allegorischen Darstellung. Neben dem Heiligen steht Europa, die daneben liegende Gestalt zeigt Asien, und darüber sind noch Amerika und Afrika zu sehen. Andere Kontinente waren zu der Zeit noch nicht bekannt.

## Renovierung von 2002 bis 2003
Der Architekt Gerhard Keppler erstellte die Pläne, nach denen das Dach instand gesetzt und die Gewölbe repariert wurden. Durch den Schub der Gewölbe hatten sich Risse in den Gewölben und den Wänden gebildet. Als Gegenmaßnahme wurde in den Bogen zwischen Schiff und Chor ein Spannanker eingebaut. Über dem Gewölbescheitel wurden Stahlträger eingezogen, von diesen werden die Schübe abgeleitet. Um die unzureichende Auflagerung der Dachfüße zu beseitigen, wurden im Querhaus Leimbinder und Rundstahl eingebaut, die die Lasten aus den Auflagen der Dachstreben aufnehmen und das Mauerwerk entlasten. Hinzu kamen zusätzliche bautechnische und konstruktive Maßnahmen.

## Ausstattung

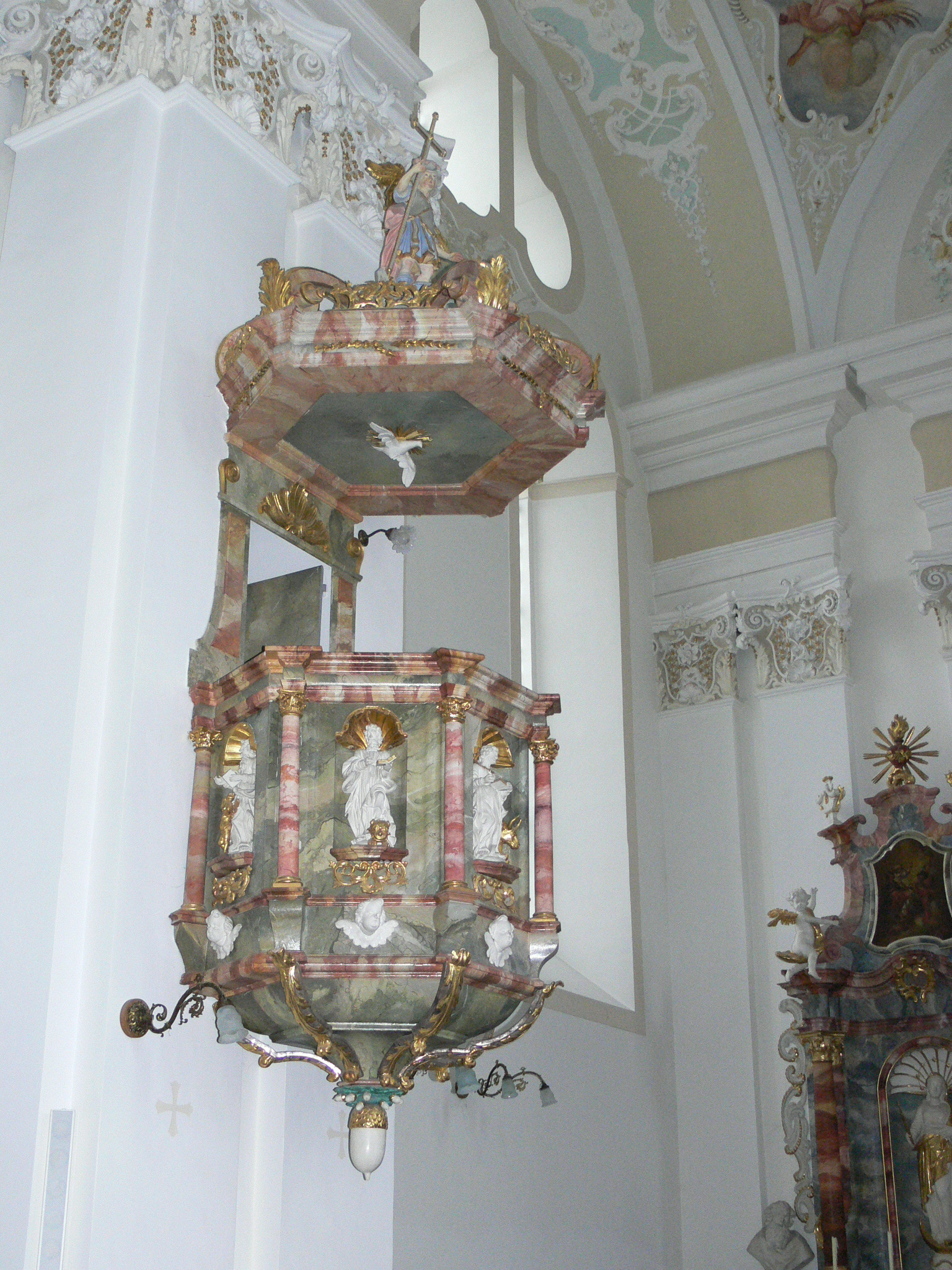
Kanzel

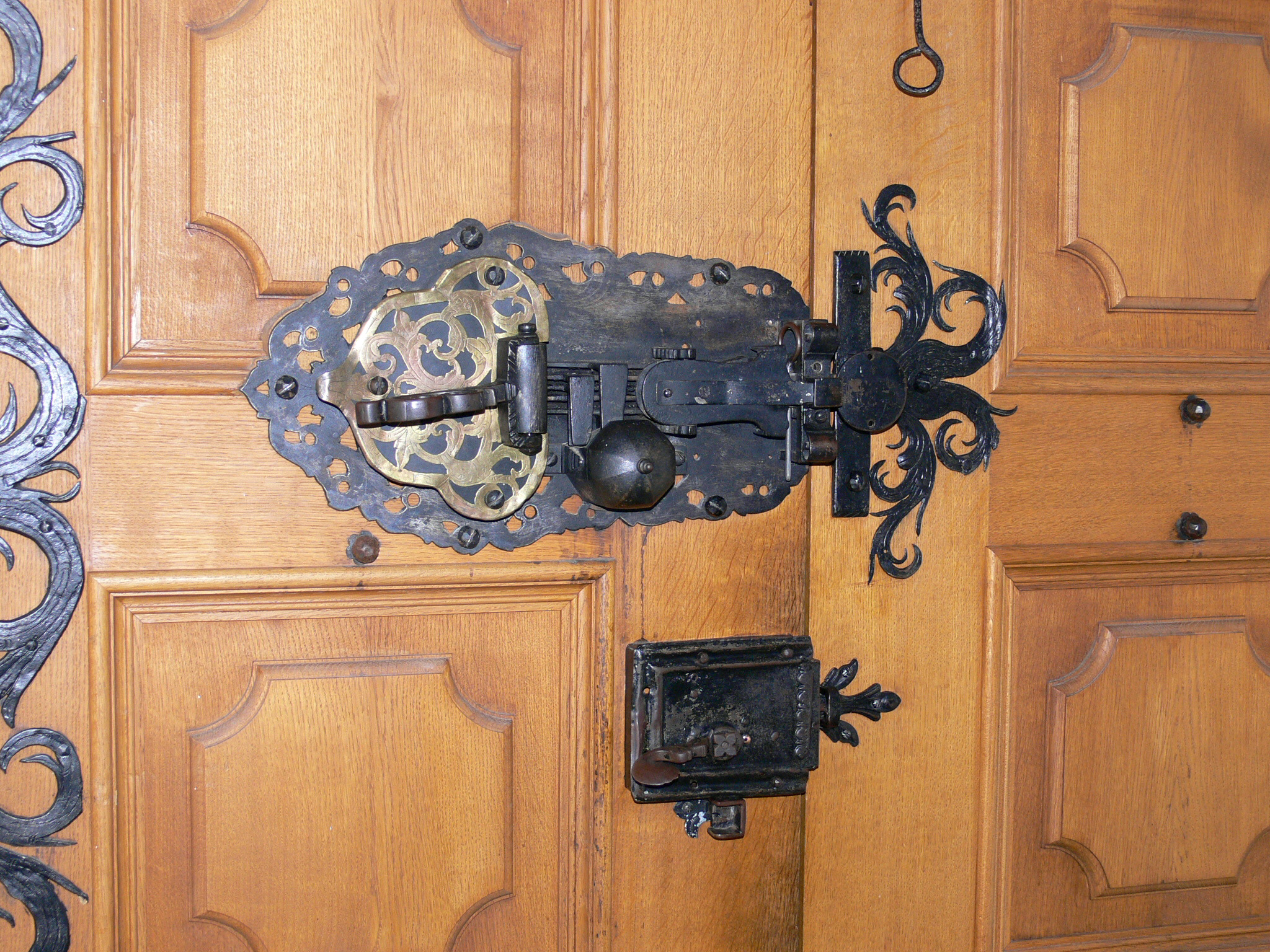
Schmiedeeisernes Schloss am Hauptportal

- Von den Altären der Vorgängerkirche sind die Schleierbretter der Seitenaltäre, ein Giebel, zwei Altarblätter von Matthäus Zehender von 1684 und vom ehemaligen Thomasaltar das Altarblatt mit der Signatur Matthae Zehender pinxit 1685 erhalten.[2]
- Die Kanzel im Stile des Spätrokoko, die beiden Seitenaltäre und der neue Hochaltar wurden von 1762 bis 1763 angefertigt. Die Erbauer und Schnitzer sind nicht bekannt. Über die sonstige Kirchenausstattung, ebenfalls im Stile des Spätrokoko, ist nichts bekannt. Sie wurde in der Zeit von 1878 bis 1883 im Zuge von Renovierungsarbeiten entfernt. Der damalige Domvikar Georg Dengler aus Regensburg schrieb in einem überlieferten Bericht ein wenig abfällig: Altäre, Kanzel, Beichtstühle steht weit hinter der Eleganz und Schönheit der Stukkaturendekoration zurück, ist ganz in geschmacklosesten und ausschweifenden Rokoko.Style gehalten, dürfte also, um die Schönheit des Baus nicht länger zu beeinträchtigen, successive durch neue Gegenstände zu ersetzen sein. Nach und nach wurden ein Hochaltar, zwei Seitenaltäre, und eine Kanzel im schwerfälligen Stil der Neorenaissance eingebaut, die Altarblätter und die Rokokofiguren mussten weichen.[8]

## Dokumentation der Hochaltäre

### Altar von 1762
Dieser Altar stand schon in der Vorgängerkirche, er wurde zu Ehren des Markus Evangelist, des heiligen Kreuzes und des Josef konsekriert. In der Mensa befanden sich Reliquien unterschiedlicher Heiliger. Wie er genau aussah, ist nicht bekannt.

### Altar von 1879
Das Altarbild von Matthäus Zehender zeigt die Übergabe des Rosenkranzes an Domenikus und Steinmar. Der Altar war im Stile des Spätbarock gehalten. Den Rohbau erstellte 1879 der Schreinermeister G. Schreiner aus Regensburg. Die Fassung nahm die Firma Groß aus Regensburg in der Kirche vor. Die Weihe vollzog Bischof Carl Joseph von Hefele am 11. Juni 1880. Er empfand den Altar als zu hoch. Dieser stand vor der Altarwand, die den rückwärtigen Schluss von dem Chorraum trennte. Wie bei einer Ikonostase nahmen rundbogige Nischen Figuren auf. Der von vier Säulen getragene Baldachin war von einer segnenden Christusfigur und zwei Engeln bekrönt, die von vier Fialen an den Ecken begleitet wurden. Die Kreuzigungsgruppe bildete den Mittelpunkt, sie stand über dem Altartisch. Der Altar stand bis 1948 in der Kirche.

### Hochaltar ab 1948
Nach 1948 fehlten die finanziellen Mittel, um einen neuen Altar anzuschaffen. So wurde das Altarbild von Zehender ohne Rahmen auf einem Podium über der Sakristei, begleitet von sechs Schnitzfiguren aufgestellt. Die Mensa stand erhöht auf drei Stufen vor der Wand. Der Tabernakel war einfach gehalten. Im Laufe der Jahre bis 1984 legten verschiedene Künstler Entwürfe für einen neuen Altar vor, die alle nicht verwirklicht wurden. Wolfgang Köberl aus Innsbruck stellte im Februar 1985 ein Altarmodell vor, das bis Ende 1986 kontrovers diskutiert wurde. Im neuen Hochaltar wurden das Bild von Zehender sowie die vier überlebensgroßen Heiligenfiguren, Gottvater und Engel untergebracht. Das Gesims ist etwas niedriger als jenes des Kirchenraumes. Der konkav gehaltene Altartisch korrespondiert mit den konvex gehaltenen Stufen und dem Tabernakel. Mensa und Tabernakel aus Stuckmarmor sind teilweise vergoldet.
Das Altarbild stiftete 1684 Johann Georg Gnan. Das rechteckige Altarblatt war ursprünglich 2,44 × 3,40 Meter groß. Die Leinwand wurde später doubliert und auf 4,40 Meter verlängert. Im oberen Bereich thront Maria auf gebauschten Wolken, Jesus sitzt auf ihrem Schoß. Maria ist als Königin des Rosenkranzes dargestellt, sie trägt Zepter und Krone. Das Kleid ist rot und der Mantel leuchtet blau. Zu ihrer rechten steht der hl. Markus mit dem Attribut Löwe. Dominikus kniet im unteren Teil, dahinter Katharina von Siena und rechts Ritter Steinmar von Strahlegg, sowie dessen Bruder Friedrich. Die Szenerie wird durch verschiedene Engelsdarstellungen begleitet. Das Bild galt lange Zeit als verschollen und wurde 1941 auf dem Dachboden der Kirche wiederentdeckt. „Zwischen Boden und Dach war eine lange Rolle eingezwängt, über und über mit Staub und Schmutz überzogen. Durch die unsachgemäße Lagerung entstanden größere Beschädigungen am Bildträger und an der Malschicht. Bei der Restaurierung im Jahr 1983 wurden Fehler der unsachgemäßen Restaurierungsversuche von 1941 behoben, der vergilbte Firnis abgenommen, Schadstellen fachgerecht ausgebessert und teilweise ergänzt. Der Schlussfirnis enthält zum Schutz der Farbe einen Wachszusatz.“

## Restaurierung der Figuren
Der Figurenbestand des Hochaltares wurde 1988 restauriert und neu gefasst. Nach Befund gab es drei verschiedene Fassungszustände. Der beige abgetönte Leimfarbenanstrich der Köpfe wirkte matt. Der Ansatz zu den Hautpartien wies Schattierungen auf. Die Federkiele der Flügel hatten eine Mattvergoldung. Die Fassungen hatten durch die teilweise unsachgemäße Lagerung Schaden genommen.
Teilweise waren schon früher partiell Ergänzungen vorgenommen worden, die notwendigen weiteren wurden angefügt. Die großen Flügel der Engel waren nicht erhalten, es mussten neue angefertigt werden. Passend zum neuen Hochaltar bekamen die Figuren eine Polierweißfassung und eine Polimentvergoldung. Hierbei wurden, soweit möglich, Materialien nach historischem Vorbild und alte Techniken eingesetzt. Die Figuren Gottvaters, der Putten und Engel hatten nur noch kleinere Reste der Polierweißfassung und Fragmente der Vergoldung auf den Flügeln. Die Grundierung aus Steinkreide hatte kaum noch Haftung auf dem Grund des hölzernen Untergrundes, der restliche Steinkreidegrund war mürbe. Die Fassungsreste konnten nicht in die Neufassung übernommen werden, also war eine Freilegung bis auf das Holz erforderlich. Ein neuer Kreidegrund war der nächste Arbeitsschritt, dazu wurden die Figuren in Leim getränkt und mit einem Steingrundauftrag versehen. Der Kreidegrund erhielt durch Schleifen und Polieren einen glatten Aufbau, um für einen dreimaligen Auftrag mit Polierweiß gerüstet zu sein. Für das anschließende Polieren wurde ein Werkstein aus Achat benutzt. Für die Vergoldung wurde Blattgold mit 23 Karat angeschossen und ebenfalls poliert.

## Orgel

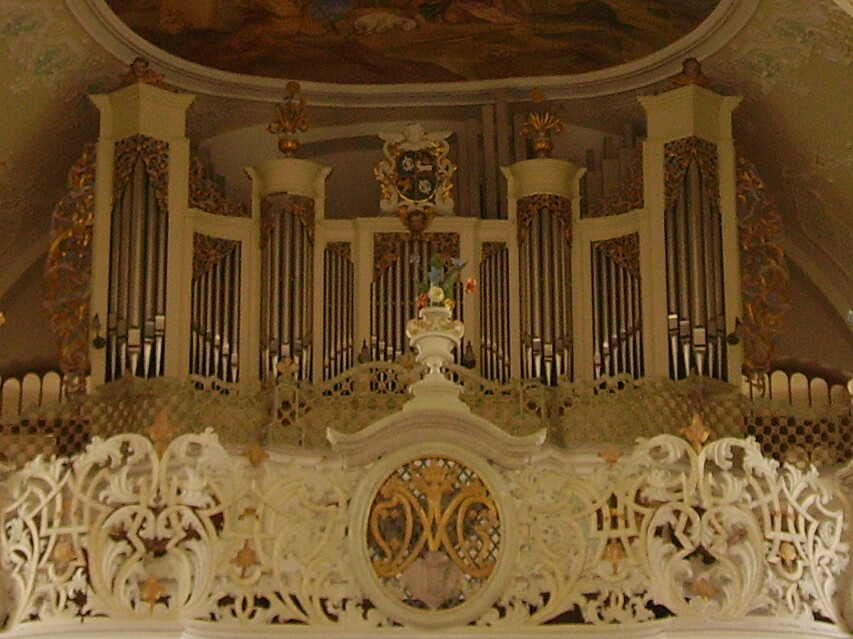
Die Walcker-Orgel von 1882

Die auf der Empore stehende Orgel stammt aus der Orgelbaufirma Walcker und ist deren Opus 416 aus dem Jahr 1882. Das Instrument besitzt 19 Register auf zwei Manualen und Pedal. Die Disposition lautet wie folgt:
| I. Manual C–f3 |                |     |
| 1.             | Bordun         | 16′ |
| 2.             | Prinzipal      | 8′  |
| 3.             | Flöte          | 8′  |
| 4.             | Bourdon        | 8′  |
| 5.             | Dolce          | 8′  |
| 6.             | Viola di Gamba | 8′  |
| 7.             | Octav          | 4′  |
| 8.             | Rohrflöte      | 4′  |
| 9.             | Mixtur IV      |     |

| II. Manual C–f3 |                  |    |
| 10.             | Geigen-Prinzipal | 8′ |
| 11.             | Liebl. Gedeckt   | 8′ |
| 12.             | Aeoline          | 8′ |
| 13.             | Voix celeste     | 8′ |
| 14.             | Flauto dolce     | 4′ |
| 15.             | Physharmonika    | 8′ |

| Pedal C–d1 |             |     |
| 16.        | Subbass     | 16′ |
| 17.        | Violonbass  | 16′ |
| 18.        | Oktavbass   | 8′  |
| 19.        | Violoncello | 8′  |

- Koppeln: II/I, I/P, II/P